# Caracal caracal damarensis
Caracal caracal damarensis es una subespecie de mamíferos carnívoros de la familia Felidae.

## Distribución geográfica
Se encuentra en África del Norte.